# Ducado de Sajonia-Weimar
El ducado de Sajonia-Weimar es un antiguo ducado de Alemania situado en el actual estado federado de Turingia, perteneciente a los llamados Ducados Ernestinos, ya que eran gobernados por duques de la línea Ernestina de la casa sajona de los Wettin.

## Historia

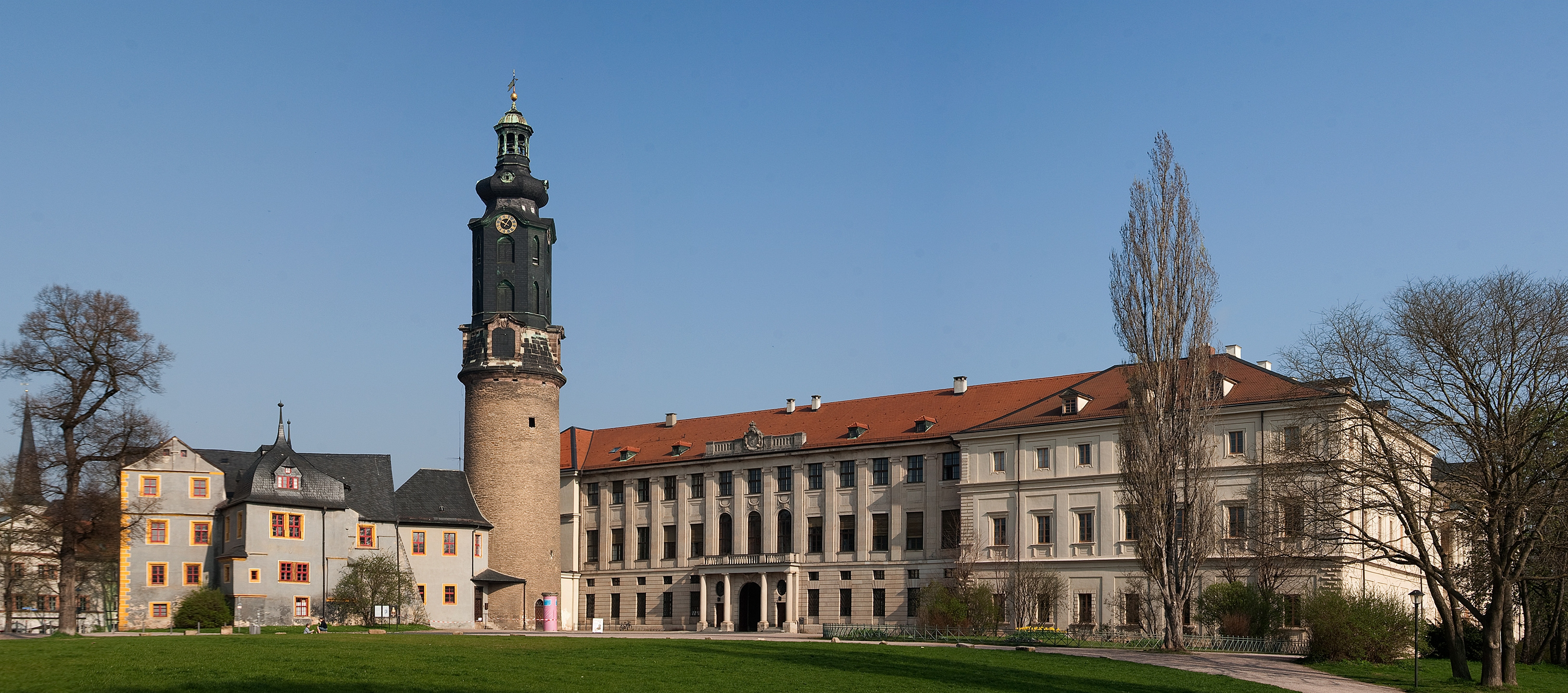
Palacio de Weimar.

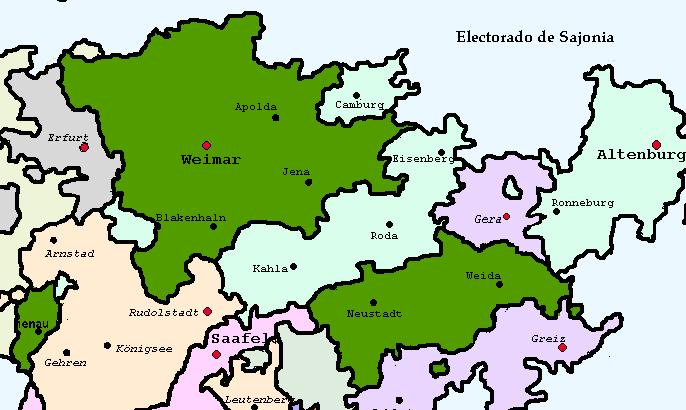
Ducado de Sajonia-Weimar (en verde).

El ducado de Sajonia-Weimar pertenecía al Landgraviato de Turingia que junto con el Ducado de Sajonia-Wittenberg y otros pequeños territorios formaban el Electorado de Sajonia de la línea ernestina desde la División de Lepzig entre las dos ramas de la casa de Wettin.
En 1547 el elector Juan Federico I, el Magnánimo, uno de los jefes de la Liga de Esmalcalda, fue derrotado por el emperador Carlos V en la batalla de Mühlberg y hecho prisionero. En la Capitulación de Wittenberg, el duque debió ceder el electorado y parte de sus territorios a Mauricio de Sajonia-Meissen de la línea Albertina, conservando tan solo sus posesiones de Turingia. Aunque condenado a cadena perpetua, el emperador lo libera en 1552 y toma el gobierno en Weimar.
Al morir en 1554, sus hijos suben al trono ducal, el mayor Juan Federico II gobierna desde Gotha y el segundo, Juan Guillermo, desde Weimar.
La muerte de Juan Federico II en 1566 reunifica de nuevo el ducado, pero los hijos de este se enfrentan a su tío por sus derechos dinásticos. En 1572 llegan a un acuerdo, la División de Erfurt, en la que se forman realmente los primeros ducados, Sajonia-Coburgo para el hijo mayor Juan Casimiro, Sajonia-Eisenach para su hermano pequeño Juan Ernesto II y Juan Guillermo se queda con Sajonia-Weimar, que comprendía también los territorios de Altenburgo, Gotha y Meiningen. Su sucesor Federico Guillermo I toma el título de duque de Sajonia-Altenburg, aunque los territorios eran los mismos que los de su padre. Al morir en 1602, el ducado sufre una nueva división, Altenburgo lo heredan sus hijos y el resto (Sajonia-Weimar) queda en manos de su hermano Juan II.
Tras la muerte de Juan III, un nuevo desmembramiento se produce entre los numerosos hijos de este, hasta seis de ellos llevan a la vez el título de duque de Sajonia-Weimar. Sin embargo, solo dos sobreviven a los demás y crean dos líneas nuevas, Ernesto I de Sajonia-Gotha y Guillermo IV de Sajonia-Weimar.
El ducado lo hereda el hijo mayor Juan Ernesto II y para los menores crea otros pequeños ducados: Ducado de Sajonia-Marksuhl y Ducado de Sajonia-Jena que pronto volverían al ducado original. El nieto de Juan Ernesto II, Ernesto Augusto, unifica Weimar con Eisenach y forma el Ducado de Sajonia-Weimar-Eisenach, que en 1815 pasaría a ser Gran Ducado.

## Duques de Sajonia-Weimar
- Juan Guillermo (1554-1573)
- Federico Guillermo I (1573-1602)
- Juan II (1602-1605)
  - Sus ocho hijos gobiernan juntos

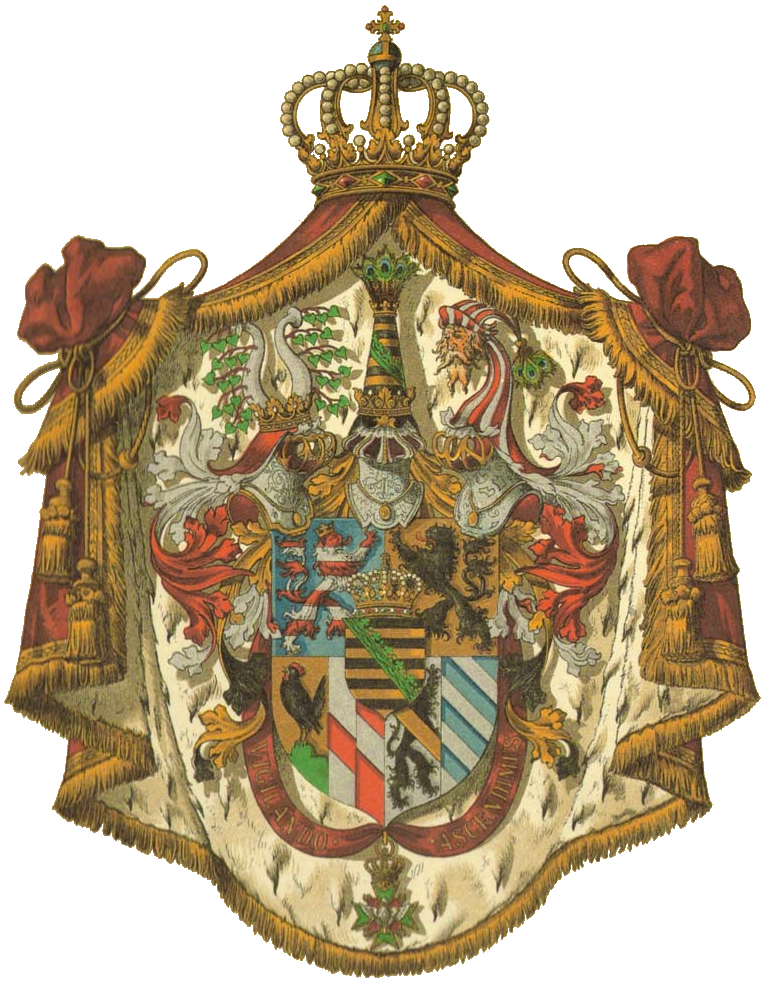
Armas de Sajonia-Weimar.

    - Juan Ernesto I, el Joven (1605-1620)
    - Federico (1605-1622)
    - Guillermo IV (1605-1640)
    - Alberto (1606-1640)
    - Juan Federico IV (1606-1628)
    - Ernesto I (1606-1640)
    - Federico Guillermo (1606-1619)
    - Bernardo (1606-1639)
- Guillermo IV, el Grande (1640-1662) en solitario (división del ducado)
- Juan Ernesto II (1662-1683)
- Juan Ernesto III (1683-1707)
- Guillermo Ernesto (1683-1728)
- Ernesto Augusto I (1728-1748), desde 1741 duque de Sajonia-Eisenach
- Ernesto Augusto II (1748-58)
- Carlos Augusto (1758-1809)

En 1809 ducado se fusiona con Sajonia-Eisenach y pasa a ser Sajonia-Weimar-Eisenach